# Röd jul
Röd jul är en svensk kortfilm från 2001 i regi av Linus Tunström. I rollerna ses bland andra Harald Lönnbro, Amanda Ooms och Nils Moritz.

## Om filmen
Filmens förlaga är novellen med samma namn av Klas Östergren, vilken hade publicerats i novellsamlingen Med stövlarna på och andra berättelser (1997). Östergren var även manusförfattare, Karl Fredrik Ulfung producent och Peter Mokrosinski fotograf. Musiken komponerades av Rikard Borglid och filmen klipptes av Patrick Austen. Filmen premiärvisades den 20 december 2001 i Sveriges Television 1 (SVT1) och visades även på Göteborgs filmfestival 28 januari 2002.

## Handling
Filmen utspelar sig i Stockholm på 1970-talet och handlar om Bobo som för att betala av en skuld hjälper sin vän Argus att sälja granar kring juletid. Bonnie, en överklasskvinna, köper en gran av honom och Bob hjälper henne att transportera den hem. Det ska visa sig att hon har äktenskapsproblem och han blir kvar i hennes lägenhet längre än väntat.

## Rollista
- Harald Lönnbro – Bobo, författaren som ung
- Amanda Ooms – Bonnie
- Nils Moritz – Argus, julgransförsäljare
- Magnus Roosmann – Johansson, Bonnies f.d.
- Douglas Johansson – Bobo som äldre
- Mikael Rundquist – författaren på krogen (nutid)
- Noomi Rapace – första kvinnan på krogen
- Sara Persson – andra kvinnan på krogen
- Mariana Klingspor – julgranskund
- Åke Lundqvist – julgranskund
- Ingemar Nord – julgranskund